# Grand Prix Belgii 1951
Grand Prix Belgii 1951 (oryg. Grand Prix de Belgique) – trzecia runda Mistrzostw Świata Formuły 1 w sezonie 1951, która odbyła się 17 czerwca 1951 po raz drugi na torze Circuit de Spa-Francorchamps.
13. Grand Prix Belgii, drugie zaliczane do Mistrzostw Świata Formuły 1.

## Lista startowa
| Nr      | Kierowca              | Zespół                            | Samochód            | Silnik                    | Opony |
| ------- | --------------------- | --------------------------------- | ------------------- | ------------------------- | ----- |
| 2       | Juan Manuel Fangio    | Alfa Romeo                        | Alfa Romeo 159      | Alfa Romeo 1.5L 8C        | P     |
| 4       | Giuseppe Farina       | Alfa Romeo                        | Alfa Romeo 159      | Alfa Romeo 1.5L 8C        | P     |
| 6       | Consalvo Sanesi       | Alfa Romeo                        | Alfa Romeo 159      | Alfa Romeo 1.5L 8C        | P     |
| 8       | Alberto Ascari        | Ferrari                           | Ferrari 375         | Ferrari Type 375 4.5L V12 | P     |
| 10      | Luigi Villoresi       | Ferrari                           | Ferrari 375         | Ferrari Type 375 4.5L V12 | P     |
| 12      | Piero Taruffi         | Ferrari                           | Ferrari 375         | Ferrari Type 375 4.5L V12 | P     |
| 14      | Louis Rosier          | Ecurie Rosier                     | Talbot-Lago T26C-DA | Talbot 23CV 4.5L 6C       | D     |
| 16      | Johnny Claes          | Ecurie Belge                      | Talbot-Lago T26C-DA | Talbot 23CV 4.5L 6C       | E     |
| 18      | Louis Chiron          | Ecurie Rosier                     | Talbot-Lago T26C    | Talbot 23CV 4.5L 6C       | D     |
| 20      | Philippe Étancelin    | Philippe Étancelin (prywatnie)    | Talbot-Lago T26C-DA | Talbot 23CV 4.5L 6C       | D     |
| 22      | Yves Giraud-Cabantous | Yves Giraud-Cabantous (prywatnie) | Talbot-Lago T26C    | Talbot 23CV 4.5L 6C       | D     |
| 24      | André Pilette         | Ecurie Belgique                   | Talbot-Lago T26C    | Talbot 23CV 4.5L 6C       | E     |
| 26      | Pierre Levegh         | Pierre Levegh (prywatnie)         | Talbot-Lago T26C    | Talbot 23CV 4.5L 6C       | D     |
| 28      | Prince Bira           | Ecurie Siam                       | Maserati 4CLT-48    | O.S.C.A. V12              | P     |
| 30      | José Froilán González | Enrico Platé                      | Maserati 4CLT-48    | Maserati 4 CL 1.5L 4C     | P     |
| 32      | Reg Parnell           | GA Vandervell                     | Ferrari 375 tw      | Ferrari Type 375 4.5L V12 | P     |
| Źródło: |                       |                                   |                     |                           |       |

## Wyniki

### Kwalifikacje
Źródło: racing-reference.info
| P  | Nr | Kierowca              | Konstruktor(-silnik) | Opony | Czas | Odstęp | Strata |
| -- | -- | --------------------- | -------------------- | ----- | ---- | ------ | ------ |
| 1  | 2  | Juan Manuel Fangio    | Alfa Romeo           | P     | 4:25 | –      | –      |
| 2  | 4  | Giuseppe Farina       | Alfa Romeo           | P     | 4:28 | +3     | +3     |
| 3  | 10 | Luigi Villoresi       | Ferrari              | P     | 4:29 | +1     | +4     |
| 4  | 8  | Alberto Ascari        | Ferrari              | P     | 4:30 | +1     | +5     |
| 5  | 12 | Piero Taruffi         | Ferrari              | P     | 4:32 | +2     | +7     |
| 6  | 6  | Consalvo Sanesi       | Alfa Romeo           | P     | 4:36 | +4     | +11    |
| 7  | 14 | Louis Rosier          | Talbot-Lago          | D     | 4:45 | +9     | +20    |
| 8  | 22 | Yves Giraud-Cabantous | Talbot-Lago          | D     | 4:52 | +7     | +27    |
| 9  | 18 | Louis Chiron          | Talbot-Lago          | D     | 5:01 | +9     | +36    |
| 10 | 20 | Philippe Étancelin    | Talbot-Lago          | D     | 5:04 | +3     | +39    |
| 11 | 16 | Johnny Claes          | Talbot-Lago          | E     | 5:09 | +5     | +44    |
| 12 | 24 | André Pilette         | Talbot-Lago          | E     | 5:16 | +7     | +51    |
| 13 | 26 | Pierre Levegh         | Talbot-Lago          | D     | 5:17 | +1     | +52    |
| P  | Nr | Kierowca              | Konstruktor(-silnik) | Opony | Czas | Odstęp | Strata |

### Wyścig
Źródła: 
| P                                                     | + / –     | Nr | Kierowca              | Konstruktor   | Opony | Okr. | Czas / Strata | Komentarz            |
| ----------------------------------------------------- | --------- | -- | --------------------- | ------------- | ----- | ---- | ------------- | -------------------- |
| 1                                                     | 1         | 4  | Giuseppe Farina       | Alfa Romeo    | P     | 36   | 2h45m46,2     |                      |
| 2                                                     | 2         | 8  | Alberto Ascari        | Ferrari       | P     | 36   | +2:51,0       |                      |
| 3                                                     | Bez zmian | 10 | Luigi Villoresi       | Ferrari       | P     | 36   | +4:21,9       |                      |
| 4                                                     | 3         | 14 | Louis Rosier          | Talbot-Lago   | D     | 34   | +2 okr.       |                      |
| 5                                                     | 3         | 22 | Yves Giraud-Cabantous | Talbot-Lago   | D     | 34   | +2 okr.       |                      |
| 6                                                     | 6         | 24 | André Pilette         | Talbot-Lago   | E     | 33   | +3 okr.       |                      |
| 7                                                     | 4         | 16 | Johnny Claes          | Talbot-Lago   | E     | 33   | +3 okr.       |                      |
| 8                                                     | 5         | 26 | Pierre Levegh         | Talbot-Lago   | D     | 32   | +4 okr.       |                      |
| 9                                                     | 8         | 2  | Juan Manuel Fangio    | Alfa Romeo    | P     | 32   | +4 okr.       |                      |
| Niesklasyfikowani                                     |           |    |                       |               |       |      |               |                      |
|                                                       |           | 18 | Louis Chiron          | Talbot-Lago   | D     | 28   | +8 okr.       | silnik               |
|                                                       |           | 6  | Consalvo Sanesi       | Alfa Romeo    | P     | 11   | +25 okr.      | radiator             |
|                                                       |           | 12 | Piero Taruffi         | Ferrari       | P     | 8    | +28 okr.      | zawieszenie          |
|                                                       |           | 20 | Philippe Étancelin    | Talbot-Lago   | D     | 0    | +36 okr.      | zawieszenie          |
| Nie wystartowali / niedopuszczeni do ponownego startu |           |    |                       |               |       |      |               |                      |
|                                                       |           | 28 | Prince Bira           | Maserati-OSCA | P     | 0    |               | samochód niedostępny |
|                                                       |           | 30 | José Froilán González | Maserati      | P     | 0    |               | nie przybył          |
|                                                       |           | 32 | Reg Parnell           | Ferrari       | P     | 0    |               | nie przybył          |
| P                                                     | + / –     | Nr | Kierowca              | Konstruktor   | Opony | Okr. | Czas / Strata | Komentarz            |

### Najszybsze okrążenie
Źródło: statsf1.com
| Nr | Kierowca           | Konstruktor | Czas   | Okr. |
| -- | ------------------ | ----------- | ------ | ---- |
| 2  | Juan Manuel Fangio | Alfa Romeo  | 4:22,1 | 10   |

### Prowadzenie w wyścigu
Źródło: statsf1.com
| Nr                              | Kierowca           | Konstruktor | Okrążenia   | Suma |
| ------------------------------- | ------------------ | ----------- | ----------- | ---- |
| 4                               | Giuseppe Farina    | Alfa Romeo  | 3-14, 16-36 | 33   |
| 10                              | Luigi Villoresi    | Ferrari     | 1-2         | 2    |
| 2                               | Juan Manuel Fangio | Alfa Romeo  | 15          | 1    |
| \| Wykres \| \| ------ \| \| \| |                    |             |             |      |
| Wykres                          |                    |             |             |      |
|                                 |                    |             |             |      |

## Klasyfikacja po wyścigu
Pierwsza piątka otrzymywała punkty według klucza 8-6-4-3-2, 1 punkt przyznawany był dla kierowcy, który wykonał najszybsze okrążenie w wyścigu. Klasyfikacja konstruktorów została wprowadzona w 1958 roku. Liczone było tylko 4 najlepsze wyścigi danego kierowcy.
Uwzględniono tylko kierowców, którzy zdobyli jakiekolwiek punkty
| P  | +/− | Kierowca                | Starty | Punkty | P1 | P2 | P3 | PP | NO | NS |
| -- | --- | ----------------------- | ------ | ------ | -- | -- | -- | -- | -- | -- |
| 1  | +4  | Giuseppe Farina         | 2      | 12     | 1  | –  | 1  | –  | –  | –  |
| 2  | −1  | Juan Manuel Fangio      | 2      | 10     | 1  | –  | –  | 2  | 2  | –  |
| 3  | −2  | Lee Wallard             | 1      | 9      | 1  | –  | –  | –  | 1  | –  |
| 4  | N   | Alberto Ascari          | 2      | 6      | –  | 1  | –  | –  | –  | –  |
| =  | −1  | Piero Taruffi           | 2      | 6      | –  | 1  | –  | –  | –  | 1  |
| =  | −1  | Mike Nazaruk            | 1      | 6      | –  | 1  | –  | –  | –  | –  |
| 7  | N   | Luigi Villoresi         | 2      | 4      | –  | –  | 1  | –  | –  | 1  |
| 8  | N   | Louis Rosier            | 2      | 3      | –  | –  | –  | –  | –  | –  |
| =  | −2  | Consalvo Sanesi         | 2      | 3      | –  | –  | –  | –  | –  | 1  |
| =  | −2  | Andy Linden             | 1      | 3      | –  | –  | –  | –  | –  | –  |
| 11 | −3  | Manny Ayulo             | 1      | 2      | –  | –  | 1  | –  | –  | –  |
| =  | −3  | Jack McGrath            | 1      | 2      | –  | –  | 1  | –  | –  | –  |
| 13 | N   | Yves Giraud-Cabantous   | 2      | 2      | –  | –  | –  | –  | –  | 1  |
| =  | −3  | Bobby Ball              | 1      | 2      | –  | –  | –  | –  | –  | –  |
| =  | −3  | Emmanuel de Graffenried | 1      | 2      | –  | –  | –  | –  | –  | –  |
| P  | +/− | Kierowca                | Starty | Punkty | P1 | P2 | P3 | PP | NO | NS |